# Ярамиш'ян Шаген Шабойлович

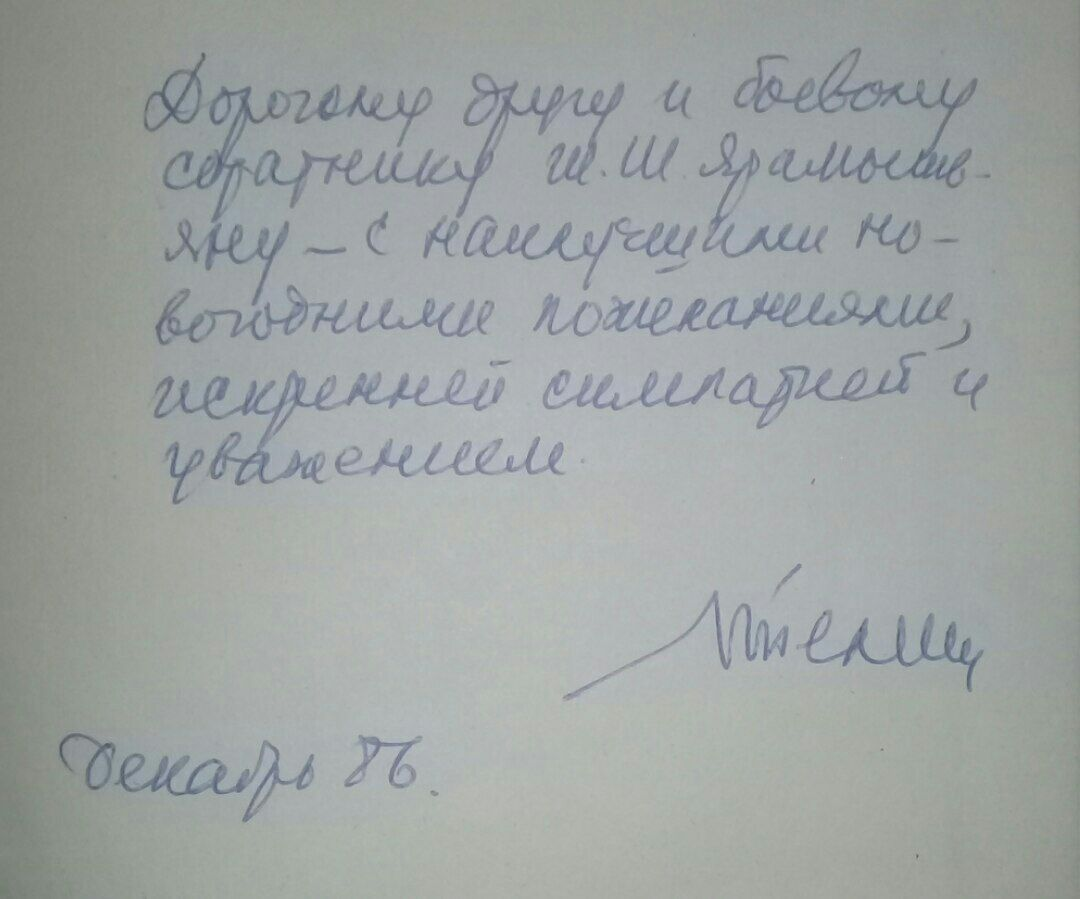
Автограф Р.С. Бєлкіна Ш.Ш.Ярамиш'яну

Шаген Шабойлович Ярамиш'я́н (15 березня 1932, село Шош, Нагірно-Карабаська АТ — 10 квітня 2015) — радянський та український вчений-криміналіст і викладач, вірменський громадський діяч. Кандидат юридичних наук (1982), доцент (1985). Близько п'ятдесяти років працював у Національному юридичному університеті імені Ярослава Мудрого, де обіймав посаду доцента. Учень професора Г. А. Матусовського.

## Біографія
Шаген Ярамиш'ян народився 15 березня 1932 року в селі Шош Нагірно-Карабаської автономної області Азербайджанської РСР. Його батьки були службовцями. У двадцять дев'ять років вступив до Харківського юридичного інституту, який закінчив у 1966 році. Ще навчаючись в інституті в червні 1963 почав працювати в ньому на кафедрі криміналістики.
Працюючи у ВНЗ обіймав посади старшого викладача та доцента, займався дослідженням таких питань криміналістики як: засоби виявлення слідів рук, тактика слідчого експерименту та огляду місця події. У 1970-х роках був допущений до викладання дисциплін «автосправа» та «криміналістика».
У 1982 році в Харківському юридичному інституті під науковим керівництвом професора Григорія Матусовського Ш. Ш. Ярамиш'ян написав та захистив дисертацію на здобуття наукового ступеня кандидата юридичних наук на тему «Слідчий експеримент при розслідуванні автотранспортних пригод». Його офіційними опонентами на захисті цієї роботи були професори Ігор Маландін та Микола Селіванов. У 1985 році Шагену Ярамиш'яну надано вчене звання доцента. Крім основної роботи, займався громадською діяльністю. У 1980-х увійшов до складу президії новоствореної Вірменської громади Харкова.
У 2010 році «за вагомий внесок у побудову правової держави, зміцнення законності та правопорядку» нагороджений Подякою голови Харківської обласної державної адміністрації. Викладав у Національному юридичному університеті імені Ярослава Мудрого (до 1991 року — Харківський юридичний інститут) аж до 2014 року. Колеги по ВНЗ характеризували його як «висококваліфікованого фахівця». Помер 10 квітня 2015 року.